# Lijst van personen uit Liverpool
Deze chronologische lijst van personen uit Liverpool betreft mensen die in deze Britse plaats zijn geboren en een eigen artikel hebben op Wikipedia.

## Geboren in Liverpool

### Voor 1900

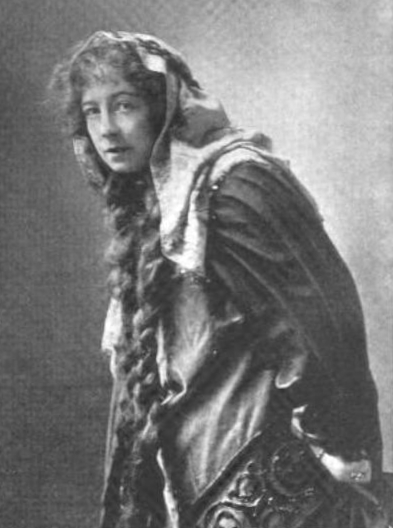
Actrice Dame May Whitty (1865-1948)

- William Ewart Gladstone (1809-1898), viervoudig eerste minister van het Verenigd Koninkrijk
- Walter Crane (1845-1915), kunstenaar
- May Whitty (1865-1948), actrice
- Henry Tingle Wilde (1872-1912), zeeman en chief officer op de Titanic
- Hugh Walter McElroy (1874-1912), zeeman en purser op de Titanic
- Jimmy Ashcroft (1878-1943), voetballer
- Frederick Fleet (1887-1965), zeeman en bemanningslid op de Titanic

### 1900–1929
- John Tinniswood (1912-2024), supereeuweling
- Richard Laurence Millington Synge (1914-1994), biochemicus en Nobelprijswinnaar (1952)
- Robert Runcie (1921-2000), aartsbisschop van Canterbury
- Michael Holliday (1924-1963), popzanger
- John White (1924-2002), Canadees-Engels schrijver
- Ken Dodd (1927-2018), buikspreker, zanger en acteur

### 1930–1939
- Kenneth Cope (1931-2024), acteur
- Martin How (1931-2022), componist, organist en koordirigent
- Angela Buxton (1934-2020), tennisster
- Brian Epstein (1934-1967), zakenman, manager van The Beatles
- Colin Welland (1934-2015), acteur en scenarioschrijver
- Clive Swift (1936-2019), acteur
- John Conway (1937-2020), wiskundige
- Gerry Byrne (1938-2015), voetballer
- Kingsize Taylor (1939-2023), rockmuzikant

### 1940–1949
- Vicki Brown (1940-1991), zangeres

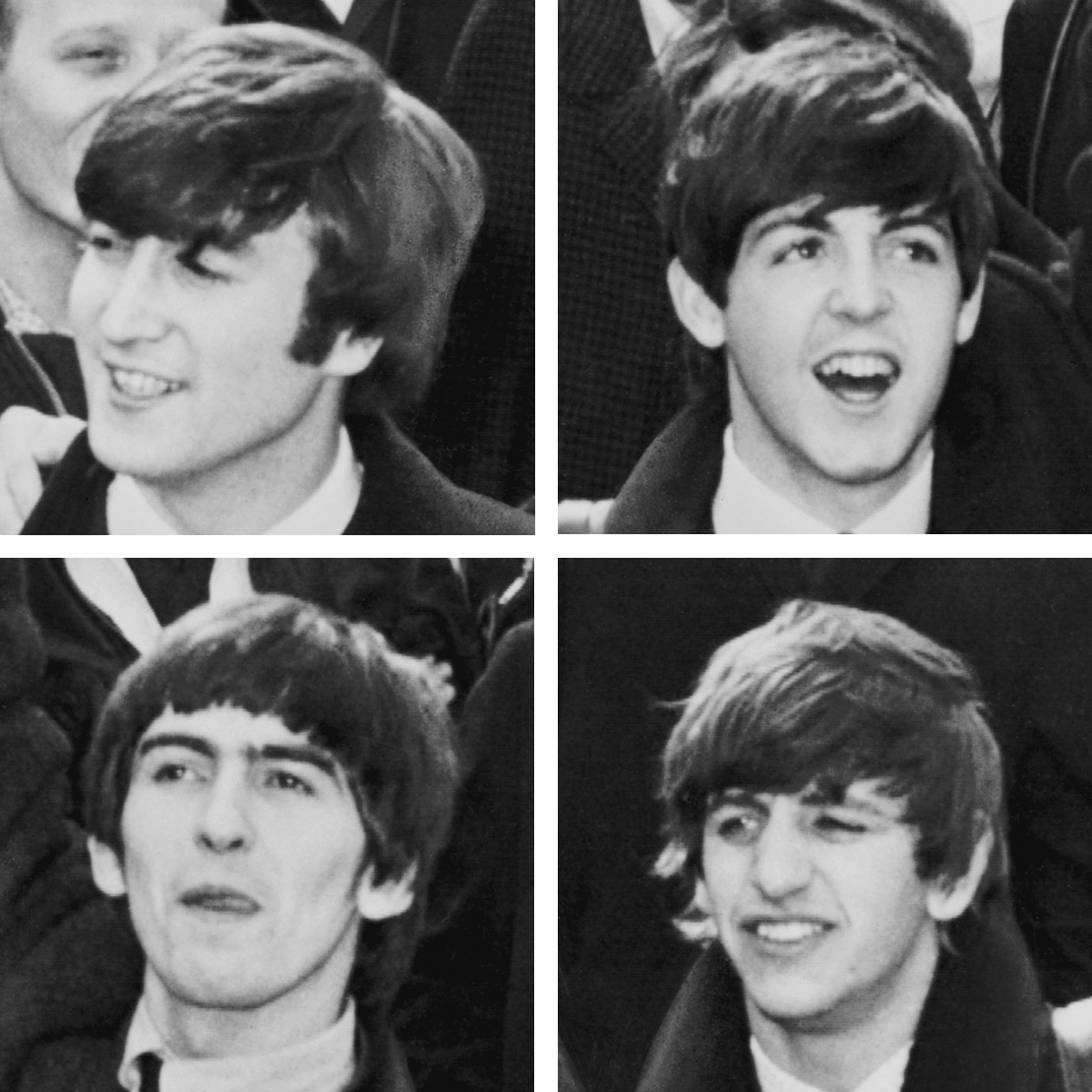
Vier van de bekendste Liverpudlians The Beatles

- John Lennon (1940-1980), muzikant (The Beatles)
- Ringo Starr (1940), muzikant (The Beatles)
- Derry Wilkie (1941-2001), muzikant
- Paul McCartney (1942), muzikant (The Beatles)
- Gerry Marsden (1942-2021), muzikant
- Cilla Black (1943-2015), zangeres en presentatrice
- George Harrison (1943-2001), muzikant (The Beatles)
- Max Morton (1943-2021), kunstschilder
- Paddy Chambers (1944-2000), zanger, gitarist en songwriter
- Tony Crane (1945), zanger, gitarist en songwriter
- John Dransfield, (1945), botanicus
- David Garrick (1946-2013), zanger
- Aynsley Dunbar (1946), drummer
- Jacqueline Foster (1947), politicus

### 1950–1959

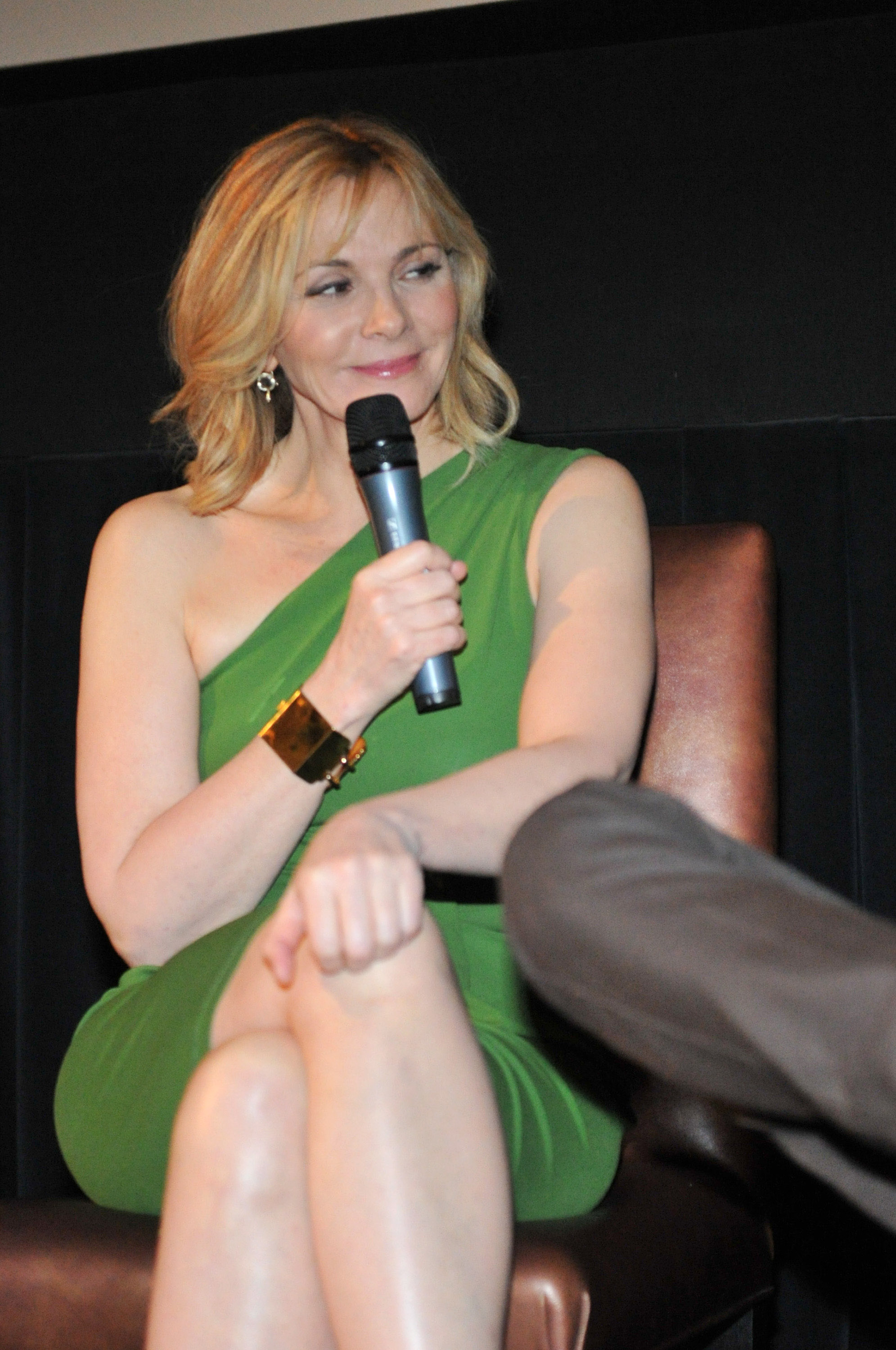
Schrijfster en actrice Kim Cattrall (1956)

- Ken Robinson (1950-2020), auteur en onderwijsexpert
- Clive Barker (1952), filmregisseur, schrijver en kunstschilder
- Paul Barber (1952), acteur
- Colin Michael Touchin (1953-2022), componist, dirigent, klarinettist en muziekpedagoog
- Paul Gallagher (1954), R.K. aartsbisschop en curielid
- Kim Cattrall (1956), actrice
- Steve Allen (1957), popzanger
- Stephen Baxter (1957), schrijver
- David Fairclough (1957), voetballer
- Sammy Lee (1959), voetballer en voetbalcoach

### 1960–1969
- Holly Johnson (1960), zanger
- Black (1962-2016), singer-songwriter
- Jason Isaacs (1963), acteur
- Peter Jones (1963–2012), drummer
- Paul Jewell (1964), voetballer
- Mark Roberts (1964), streaker
- David Morrissey (1964), acteur
- John Murphy (1965), componist en producent van filmmuziek
- Phillip Blond (1966), filosoof en theoloog
- Ian Marshall (1966), voetballer

### 1970–1979
- Steve McManaman (1972), voetballer
- Robbie Fowler (1975), voetballer
- Raza Jaffrey (1975), acteur en zanger
- Christine Tremarco (1977), actrice
- Jamie Carragher (1978), voetballer
- Michael Ball (1979), voetballer

### 1980–1989
- Shaun Evans (1980), acteur

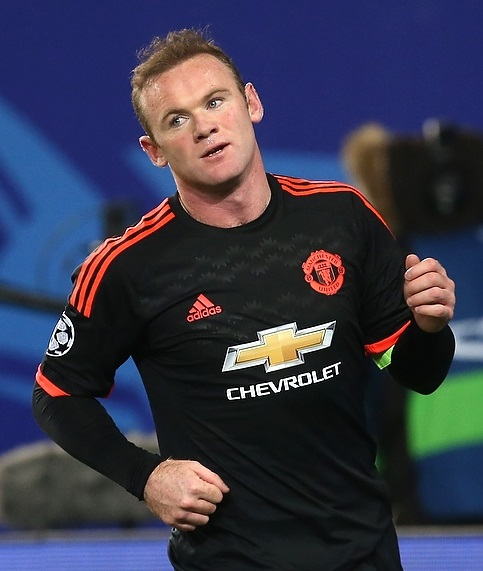
Voetballer Wayne Rooney (1985)

- Spyridon Gianniotis (1980), Grieks zwemmer
- Steven Gerrard (1980), voetballer
- Francis Jeffers (1981), voetballer
- Liz McClarnon (1981), zangeres
- Natasha Hamilton (1982), zangeres
- Heidi Range (1983), zangeres
- Michael Higdon (1983), voetballer
- Leighton Baines (1984), voetballer
- Ryan Taylor (1984), voetballer
- Matthew Brammeier (1985), Iers wielrenner
- Wayne Rooney (1985), voetballer
- Scott Dann (1987), voetballer
- Aaron Cresswell (1989), voetballer

### 1990–1999
- Adam Forshaw (1991), voetballer

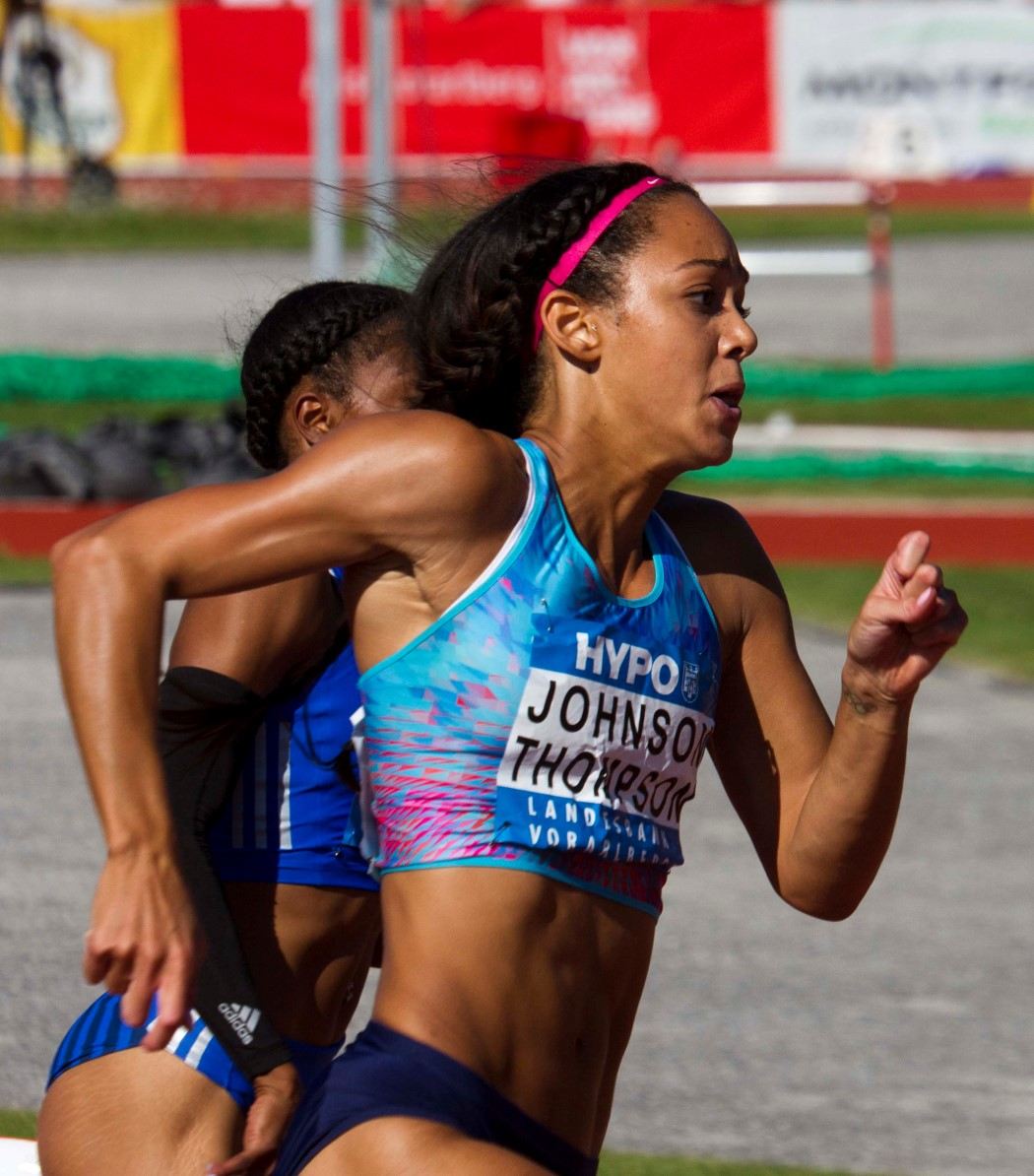
Atlete Katarina Johnson-Thompson (1993)

- Hope Akpan (1991), Nigeriaans voetballer
- Conor Coady (1993), voetballer
- Katarina Johnson-Thompson (1993), atlete
- Tyias Browning (1994), voetballer
- John Lundstram (1994), voetballer
- Nikita Parris (1994), voetbalster
- Sarah Beth Grey (1995), tennisspeelster
- Connor Randall (1995), voetballer
- Ryan Ledson (1997), voetballer
- Callum Connolly (1997), voetballer
- Tom Davies (1998), voetballer
- Trent Alexander-Arnold (1998), voetballer

### Vanaf 2000
- Curtis Jones (2001), voetballer
- Missy Bo Kearns (2001), voetbalster
- Grace Clinton (2003), voetbalster
- Mia Carragher (2004), actrice
- Jayden Danns (2005), voetballer
- Harrison Armstrong (2007), voetballer

### Datum onbekend
- Michael Nelson, muzikant bekend als Banners